# Marshall County (West Virginia)
Das Marshall County ist ein County im US-Bundesstaat West Virginia. Bei der Volkszählung im Jahr 2020 hatte das County 30.591 Einwohner und eine Bevölkerungsdichte von 38,4 Einwohnern pro Quadratkilometer. Der Verwaltungssitz (County Seat) ist Moundsville.

## Geographie
Das County ist das südlichste des Northern Panhandle von West Virginia und wird durch die verlängerte Mason - Dixon - Linie vom restlichen Territorium des Bundesstaates getrennt.
Es grenzt im Osten an Pennsylvania und im Westen an Ohio, wobei die Grenze durch den Ohio River gebildet wird.
Das Marshall County hat eine Fläche von 809 Quadratkilometern, wovon 13 Quadratkilometer Wasserfläche sind.
An das Marshall County grenzen folgende Countys:
| Belmont County (Ohio) | Ohio County   | Washington County (Pennsylvania) |
|                       |               | Greene County (Pennsylvania)     |
| Monroe County (Ohio)  | Wetzel County |                                  |

## Geschichte

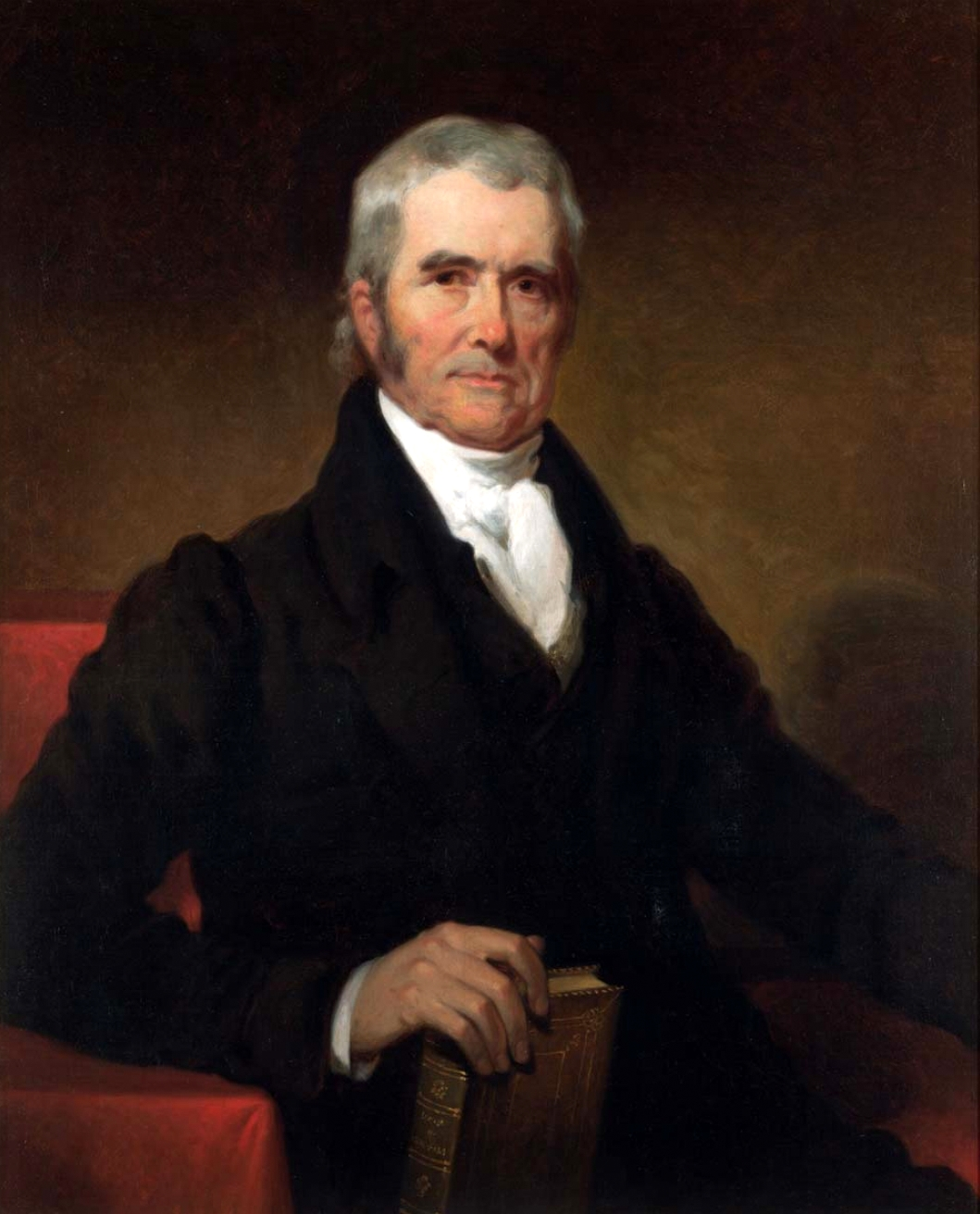
J. Marshall

Das Marshall County wurde am 12. März 1835 aus Teilen des Ohio County gebildet. Benannt wurde es nach John Marshall (1755–1835), einem früheren Außenminister (1800–1801) und langjährigen Vorsitzenden Richter am Obersten Gerichtshof der USA (1801–1835).

## Demografische Daten
Nach der Volkszählung im Jahr 2010 lebten im Marshall County 33.107 Menschen in 14.155 Haushalten. Die Bevölkerungsdichte betrug 41,6 Einwohner pro Quadratkilometer.
Ethnisch betrachtet setzte sich die Bevölkerung zusammen aus 98,0 Prozent Weißen, 0,5 Prozent Afroamerikanern, 0,1 Prozent amerikanischen Ureinwohnern, 0,4 Prozent Asiaten sowie aus anderen ethnischen Gruppen; 0,9 Prozent stammten von zwei oder mehr Ethnien ab. Unabhängig von der ethnischen Zugehörigkeit waren 0,8 Prozent der Bevölkerung spanischer oder lateinamerikanischer Abstammung.
In den 14.155 Haushalten lebten statistisch je 2,28 Personen.
20,8 Prozent der Bevölkerung waren unter 18 Jahre alt, 61,6 Prozent waren zwischen 18 und 64 und 17,6 Prozent waren 65 Jahre oder älter. 51,2 Prozent der Bevölkerung war weiblich.

Das jährliche Durchschnittseinkommen eines Haushalts lag bei 38.444 USD. Das Prokopfeinkommen betrug 18.989 USD. 17,6 Prozent der Einwohner lebten unterhalb der Armutsgrenze.

## Städte und Gemeinden
Citys
| - Benwood - Cameron - Glen Dale | - McMechen - Moundsville - Wheeling1 |

Unincorporated Communitys
| - Big Run - Dallas - Georgetown | - Glen Easton - Limestone - Mount Olivet | - Mozart1 - New Vrindaban - Sherrard |

1 – teilweise im Ohio County